# Parashorea buchananii
Parashorea buchananii är en tvåhjärtbladig växtart som först beskrevs av C. E. C. Fischer, och fick sitt nu gällande namn av Symington. Parashorea buchananii ingår i släktet Parashorea och familjen Dipterocarpaceae. Inga underarter finns listade i Catalogue of Life.